# Szklarnia (Szczytna)
Szklarnia (deutsch Gläsendorf, auch Glasendorf) ist ein Ortsteil der Stadt Szczytna (Rückers) im Powiat Kłodzki (Glatz) in der Woiwodschaft Niederschlesien in Polen. Es liegt einen Kilometer südwestlich von Szczytna.

## Geographie
Szklarnia liegt zwischen dem Heuscheuergebirge und dem Habelschwerdter Gebirge. Es wird über eine Nebenstraße erreicht, die von Szczytna über Bobrowniki (Biebersdorf) nach Zieleniec (Grunwald) führt.
Nachbarorte sind Szczytna im Norden, Borek (Walddorf) im Nordosten, Sokołówka (Falkenhain) im Südosten, Bobrowniki im Südwesten sowie Duszniki-Zdrój (Bad Reinerz) und Bystra (Hartau) im Westen.

## Geschichte
Gläsendorf entstand um eine Glashütte am „Glasewasser“, die bereits im 15. Jahrhundert bestanden hat. Es war zunächst zur Pfarrkirche St. Peter und Paul in Reinerz gewidmet. Nachdem die Filialkirche von Rückers 1743 zur Pfarrkirche erhoben worden war, wurde Gläsendorf zusammen mit Hartau und Utschendorf von der Reinerzer Pfarrkirche getrennt und der Pfarrkirche in Rückers zugewiesen.
Nach dem Ersten Schlesischen Krieg 1742 und endgültig mit dem Hubertusburger Frieden 1763 kam Gläsendorf zusammen mit der Grafschaft Glatz an Preußen. Nach der Neugliederung Preußens gehörte es ab 1815 zur Provinz Schlesien und war ab 1816 dem Landkreis Glatz eingegliedert, mit dem es bis 1945 verbunden blieb. Wegen der Nähe zu der Friedrichsgrunder und der Glashütte Waldstein erlangten mehrere Glasschleifereien eine wirtschaftliche Bedeutung. Eine wurde vermutlich in den 1840er Jahren vom Gläsendorfer Gastwirtssohn Franz Losky errichtet, dem späteren Begründer der Oranienhütte in Schreckendorf. Bis 1945 betrieben Eduard Groß und Josef Heinze Schleifereien in Gläsendorf, die beide auch im Glashandel und -versand tätig waren.
Als Folge des Zweiten Weltkriegs fiel Gläsendorf 1945 wie fast ganz Schlesien an Polen und wurde in Bystra umbenannt. Die deutsche Bevölkerung wurde vertrieben. Die neu angesiedelten Bewohner waren zum Teil Heimatvertriebene aus Ostpolen, das an die Sowjetunion gefallen war. Bis 1975 gehörte es zur Woiwodschaft Wrocław (Breslau) und danach bis 1998 zur Woiwodschaft Wałbrzych (Waldenburg).

## Persönlichkeiten
- Franz Losky (1811–1870), Glasmacher und Glasindustrieller